# Onet.pl
Onet або Onet.pl — інтернет-портал, заснований в 1996 році компанією Optimus (нині CD Projekt). З 2012 року контролюється концерном Ringier Axel Springer Polska (100 % акцій). Найбільший польськомовний інтернет-портал (2012), найбільш цитований і найпопулярніший у категорії інформації та журналістики. З 2018 року головним редактором є Бартош Венґлярчик.

## Історія

### Перед порталом

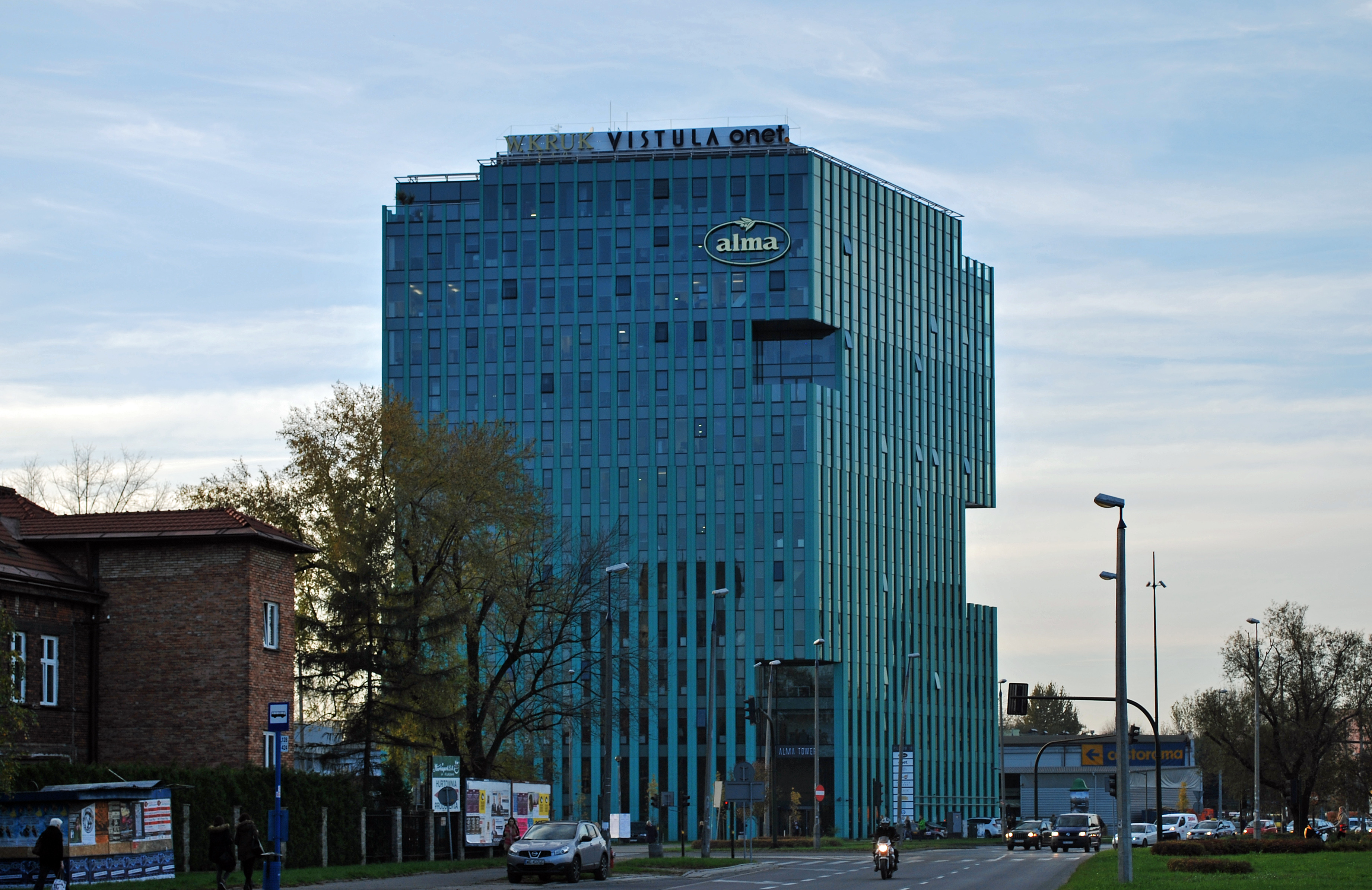
Офісна будівля Pilot Tower на вул. Pilotów 10 у Кракові — штаб-квартира Grupa Onet.pl SA

Ришарда Гарнчарські запросили до співпраці з Optimus SA у 1995 році як заступника голови краківської філії. Краківський відділ мав займатися телекомунікаціями та брати участь у тендері на отримання ліцензії GSM (у якому брали участь «Ера» та «Плюс»), однак ця діяльність була залишена. У 1995—1996 роках Роман Клуска (засновник Optimus SA) познайомився з Робертом Константі, тодішнім членом правління. Під час цієї розмови Роман Клуска переконався, що за Інтернетом майбутнє і вирішив інвестувати в нього. Фактично компанія почала працювати за три місяці до запуску сайту Optimus Net.

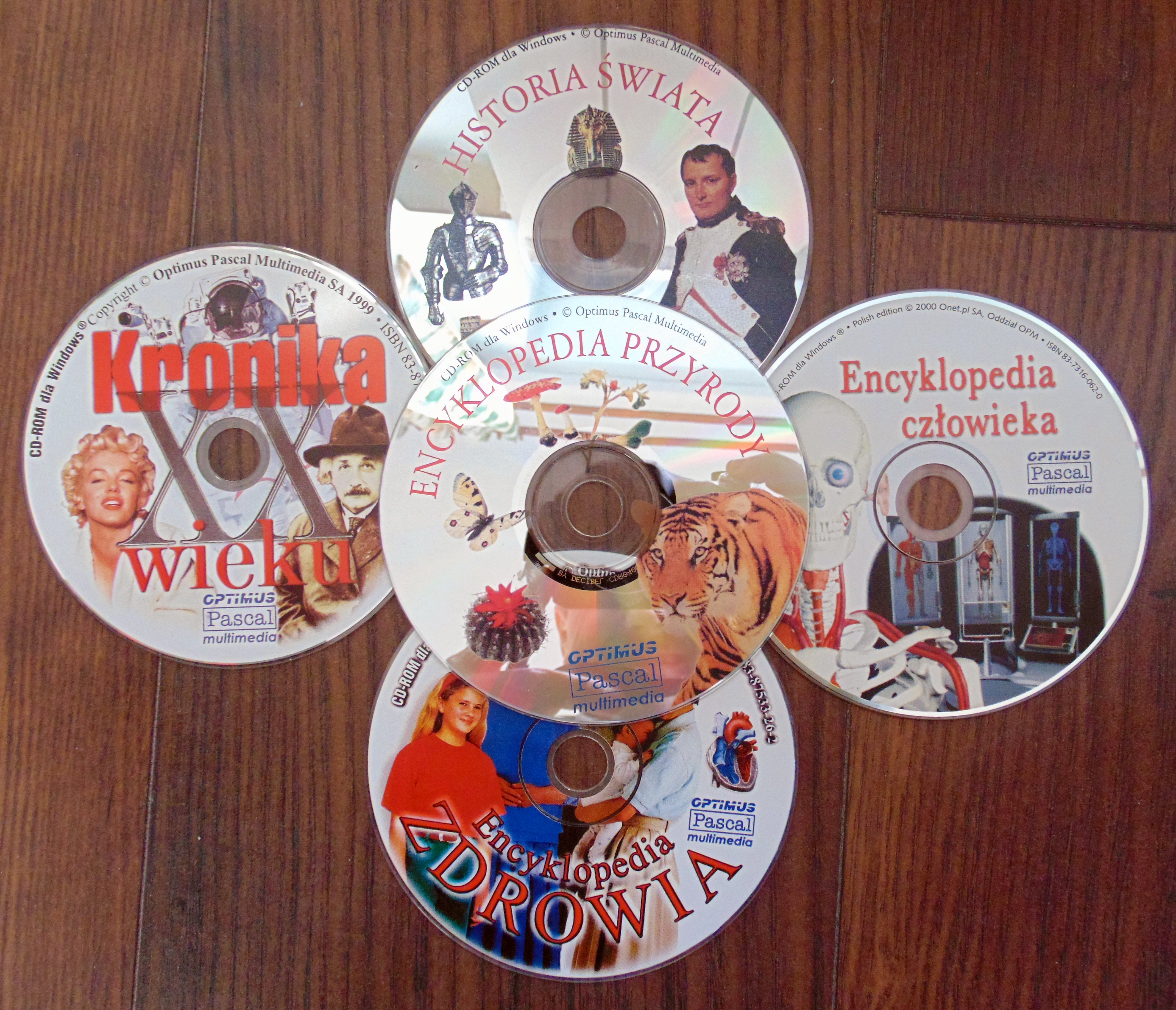
Optimus Pascal Multimedia, публікації на CD-ROM

### Початок
Сайт був запущений 2 червня 1996 року. Портал спочатку називався OptimusNet, але на той час це було важко назвати порталом, це був скоріше каталог сайтів. Головною метою було каталогізувати польські вебсайти. Домен Onet.pl з'явився з ініціативи адміністратора Збіґнєва Жиха (нині TVN) як абревіатура домену OptimusNet у 1997 році, у цьому ж році портал почав набувати інформаційного характеру.

### Optimus Pascal Multimedia
З 1995 року існує Optimus Pascal Multimedia SA, спільне підприємство Optimus SA з Нового Сонча (засновник і керівник Роман Клуска) та видавництва Pascal з Бельсько (засновники та керівники Томаш Кольбуш і Пьотр Вілам), що спеціалізується на виробництві та розповсюдженні навчальних матеріалів та ігор на носіях CD-ROM. У 1998 році було здійснено процес консолідації (офіційно завершений навесні 1999 року): Краківська філія була відокремлена від Optimus (неофіційно, але широко відома під брендом «Departament Internet Optimus SA» або «OptimusNET») і передана OPM SA, яка також придбала акції Wydawnictwo Pascal. В об'єднаній компанії Optimus SA володіли 75 % акцій, а засновникам видавництва належало 25 %. Тоді Optimus Pascal Multimedia SA змінила назву на OptimusPascal SA, а в наступному році (2000) на Onet.pl SA.
Після продажу контрольного пакета акцій Optimus SA Романом Клускою материнська компанія була розділена на Optimus Technologie SA (з часом змінила назву на Optimus SA) і власне Optimus SA, яка з часом змінила назву на Grupa Onet.pl SA, а потім поглинула Onet.pl SA (так, наприклад, Grupa Onet.pl SA зберегла номер NIP першого Optimus, будучи формально його наступником).
Керівництво президентів Колбуша та Вілама вплинуло на медіа-бум Onet.pl SA. У цей період були створені такі інформаційні служби, як новини, бізнес, спорт, музика, кіно, туризм. До 2001 року компанія розширилася з 30 осіб до 150.

### ITI
У середині 2001 року Onet.pl був придбаний холдингом ITI. 28 лютого 2006 року Grupa Onet.pl SA об'єдналася з Onet.pl SA. Злиття відбулося шляхом поглинання всіх активів Onet.pl SA компанією Grupa Onet.pl SA. 30 травня 2006 року Grupa Onet.pl SA була придбана TVN в ITI Group. 3 листопада 2006 року компанія була виключена з фондової біржі.

### Новий Onet.pl
18 квітня 2008 року за адресою beta.onet.pl була запущена бета-версія нової домашньої сторінки порталу. З технологічної точки зору її відрізняє від попередніх версій використання XHTML як однієї з основних мов для опису вебсайту.
У новій версії користувачі отримали можливість персоналізувати портал. Праворуч є гаджети, які можна додавати, видаляти та впорядковувати відповідно до власної ієрархії. Кількість гаджетів постійно розширюється.
У середині 2008 року бета-версія стала стандартною і називалася свіжою. При переході з бета-версії на основну також була введена версія «Elegant».

### Ringier Axel Springer
У 2012 році ITI Group вирішила продати 75,98 % акцій (оголошення на фондовій біржі) німецько-швейцарській медіакомпанії Ringier Axel Springer Polska за 968,75 млн. злотих. Це означає, що Onet оцінюється приблизно в 1,275 млрд злотих. 26 квітня 2017 року Ringier Axel Springer Media придбала решту 25 % акцій Grupa Onet.pl у TVN Group.

### Підключення до Eurosport.pl
27 серпня 2012 року sport.onet.pl об'єднався з вебсайтом eurosport.pl, яким керує Eurosport Polska. Новий домен — eurosport.onet.pl.

### Вебсайти щотижневиків
У 2003—2014 роках на порталі Onet.pl діяв офіційний сайт «Tygodnik Powszechny». У вересні 2013 року сайт тижневика «Newsweek Polska» був включений в інфраструктуру порталу Onet.pl, основним акціонером якого також є концерн Ringier Axel Springer Polska.

### ЗМІ без вибору
10 лютого 2021 року Onet брав участь у кампанії «ЗМІ без вибору», яка полягала у відмові від активності (публікація інформації та реклами, відключення мовлення) на знак протесту проти оголошеного урядом проєкту введення податку на рекламу.

## Головні редактори
- Бартош Венґлярчик (з 2018[6]) — головний редактор.
- Павел Лавінський (з серпня 2020) — перший заступник головного редактора.[16]
- Анджей Станкевич (з серпня 2020) — заступник головного редактора.[17]

## Кількість переглядів
Згідно з результатами Megapanel PBI/Gemius, у серпні 2012 Onet.pl зафіксував 2,475 мільярда переглядів і 13,055 мільйонів користувачів і був другим за частотою відвідування польським порталом. За місячною кількістю переглядів її обігнала лише група Allegro.pl. За даними Alexa Internet Onet.pl 541.

## Відділи та служби
- Plejada.pl — інформаційно-розважальний сайт порталу Onet. Сайт повністю присвячений зіркам естради. На сайті представлена щоденна інформація, галереї та відео про зірок і людей індустрії розваг, а також трейлери та репортажі з різноманітних подій знаменитостей. Вебсайт орієнтований на публікацію інформації, перевіреної на джерелі. Щоб вільно користуватися вебсайтом, необхідно мати високошвидкісне з'єднання, оскільки опубліковані відео представлені у форматі 16:9 з високою роздільною здатністю. Сайт Plejada.pl також доступний у версії Lajt для мобільних пристроїв.
- mOnet (OnetLajt) — «зменшена» версія onet.pl, призначена для мобільних телефонів і мобільних пристроїв. У березні 2009 року сайт було оновлено. На порталі з'явилися нові категорії та можливості персоналізації. У 2011 році сайт lajt.onet.pl було змінено на m.onet.pl.